# Shake Your Money Maker
Shake Your Money Maker es el álbum debut de la banda norteamericana de rock The Black Crowes, publicado en 1990. Es, hasta la fecha, el álbum más exitoso de la agrupación.
"Shake Your Money Maker" además, es un tema escrito por el artista de blues Elmore James, que los The Black Crowes nunca han tocado en vivo hasta el álbum Live at the Greek (2000) junto al guitarrista Jimmy Page. Distintos éxitos del disco como "She Talks to Angels" o "Hard to Handle", han sido incluidos en videojuegos como el Guitar Hero.

## Lista de temas
Todas las canciones han sido escritas por Chris Robinson y Rich Robinson, excepto donde se indica.
1. "Twice as Hard" – 4:09
2. "Jealous Again" – 4:35
3. "Sister Luck" – 5:13
4. "Could I've Been So Blind" – 3:44
5. "Seeing Things" – 5:18
6. "Hard to Handle" (Allen Jones, Al Bell, Otis Redding) – 3:08
7. "Thick n' Thin" – 2:44
8. "She Talks to Angels" – 5:29
9. "Struttin' Blues" – 4:09
10. "Stare It Cold" – 5:13
11. "Live Too Fast Blues/Mercy, Sweet Moan" – 1:17 (Bonus)

### Pistas adicionales
1. "Don't Wake Me" – 3:33 (Bonus track 1998)
2. "She Talks To Angels (Versión acústica)" – 6:19 (Bonus track 1998)

## Artistas
- Chris Robinson – voz
- Rich Robinson – guitarras
- Jeff Cease – guitarras
- Johnny Colt – bajos
- Steve Gorman – baterías y percusión

### Músico adicional
- Chuck Leavell – piano

### Producción
- George Drakoulias – productor
- David Bianco – remix
- Brendan O'Brien - ingeniero de sonido
- Lee Manning – mixer, ingeniero asistente
- Tag George – ingeniero asistente
- Rick Rubin – productor ejecutivo
- Kevin Shirley – mezcla
- Michael Lavine – fotografía
- Ruth Leitman – fotografía
- Greg Fulginiti y Leon Zervos – mastezación
- Pete Angelus – mánager
- Alan Forbes – dirección artística